# 周志侃
周志侃（？—？），字仲行，中國清朝官員，浙江錢塘人。監生。本為臺灣府經歷。周志侃於1881年（光緒7年）接替顧鎔擔任台灣府淡水縣知縣一職，是大台北地區的地方父母官。翌年，他則接任台灣縣知縣。後來擔任嘉義縣知縣。